# كايل إيبير
كايل إيبير (Kyle Hebert) هو مؤدي أصوات أمريكي ولد في 14 يونيو 1969 في ليك تشارلز, لويزيانا.

## أدواره في السينما الأمريكية
- رالف المدمر - ريو

## أدواره في الأنمي

### مسلسلات أنمي تلفزيونية
- دراغون بول Z - الراوي، غيوماو, غوهان المراهق، أبول, بايكون
- دراغون بول كاي - غيوماو، أبول
- خيميائي الفولاذ - فاتو فالمان
- خيميائي الفولاذ FULLMETAL ALCHEMIST - فاتو فالمان
- تنجن توبا جورين لاجان - كامينا
- ناروتو - كيبا إينوزوكا, إينويتشي ياماناكا
- ناروتو شيبودن - كيبا إينوزوكا
- بليتش - شيبا غانجو، آيزن سوسكى, يوكو-تشين
- ون بيس - نيفيرتاري كوبرا، هيجوما
- ساموراي 7 - موسكي
- المحقق كونان - فودكا
- يو يو هاكوشو - تشينبو، كاراسو, M2, أوكوبو
- نادي مضيفي ثانوية أوران - كازوكيو سوغا
- إيرغو بروكسي - إم سي كيو
- عندما تبكي حشرة الليل - جيرو توميتاكي
- بوسو رينكين - كينجو، سيكيما هيواتاري
- فروتس باسكت - ماكوتو تاكي
- دي جرايمان - جورج
- داركر ذان بلاك: المقاول الأسود - ريجي كيكوتشي
- تنبو إيبون أياكاشي أياشي - أوغاساوارا هوزابورو
- التنين الأزرق - نادر, Gilliam
- سول إيتر - ماساموني
- ميجامان ستار فورس - أوميجاسيس
- المقيم الأبدي - شيدو هيشياسو، أنوتسو سابورو
- الإكسورسيست الأزرق - ريوجي سوغورو
- آيرون مان - ينسين
- بيرسونا 4 ذي أنيميشن - ميتسوؤو كوبو
- الفتاة الساحرة مادوكا ماجيكا - توموهيسا كانامي
- بليد - سيرغي
- إينيشال دي - كييتشي تسوتشيا
- تايغر آند باني - ليجند
- فيت/زيرو - بيرسيركر
- إيوريكا سفن - كينغو (الصوت الثاني)
- حفيد نوراريهيون - آوتابو
- حفيد نوراريهيون: عاصمة العفاريت - آوتابو
- هجوم العمالقة - ميتابي يارناخ
- إندماج الديجيمون - باليستامون، دورولومون, غريمون
- فرسان التنكاي - بيغ، يوروس
- بوكيمون أوريجينز - بروفسور أوك
- غود إيتر - ليندو أماميا

### أنمي الإنترنت
- سوشي نينجا - الراوي

### أفلام أنمي
- فيلم بليتش: ميموريز أوف نوبودي - باو
- فيلم خيميائي الفولاذ: محتل شامبالا - فاتو فالمان
- سلسلة أفلام ديجيمون أدفنتشر تراي
  - ديجيمون أدفنتشر تراي الفصل الأول: لم الشمل - غريمون
- اسمك - كاتسوهيكو تيشيغاوارا

## أدواره في الرسوم المتحركة
- زاك ستورم - كالابراس

## أدواره في ألعاب الفيديو
- سلسلة ألعاب ستريت فايتر
  - ستريت فايتر IV - ريو
  - سوبر ستريت فايتر IV - ريو
  - سوبر ستريت فايتر IV آركيد إديشن - ريو
  - ألترا ستريت فايتر IV - ريو
  - ستريت فايتر V - ريو، كاغي
- مارفل فرسس كابكوم 3 - ريو
- ألتيميت مارفل فرسس كابكوم 3 - ريو
- ستريت فايتر X تيكن - ريو
- بيرسونا 4 - ميتسوؤو كوبو
- بيرسونا 4 غولدن - ميتسوؤو كوبو
- بيرسونا 5 - إيتشيريوساي مادارامي
- سنغوكو باسارا: ساموراي هيروز - مونيشيغي تاتشيبانا
- تيلز أوف سيمفونيا: دون أوف ذا نيو وورلد - ريختر أبند
- دانغانرونبا 2: غودباي ديسبير - كازويتشي سودا
- دانغانرونبا V3: كيلينغ هارموني - كايتو موموتا
- غود إيتر بورست - ليندو أماميا
- غود إيتر ريزوركشن - ليندو أماميا
- فاير إمبلم أويكينينغ - فريديريك، فاليدار
- فينيكس رايت: إيس أتورني: دوال ديستنيز - مايلز إدجوورث
- ديفل سرفايفر أوفركلوكد - ناويا
- واريووير غولد - دريبل، دكتور كرايغور
- سوبر سماش برذرز فور نينتندو 3دي إس و وي يو - ريو
- سوبر سماش برذرز ألتميت - ريو

## وصلات خارجية
- كايل إيبير على موقع IMDb (الإنجليزية)
- كايل إيبير على موقع قاعدة بيانات الفيلم (الإنجليزية)
- كايل إيبير على موقع ANN person (الإنجليزية)